# نوشین جعفری
نوشین جعفری عکاس هنری و زندانی سیاسی سابق اهل ایران است. زمینه اصلی فعالیت جعفری در زمینه عکاسی سینما و تئاتر است.

## پیشینه هنری
نوشین جعفری فعالیت‌های هنری خود را از سال ۱۳۸۹ آغاز کرد. نخستین تجربهٔ او در تئاتر با نمایش «نوشتن در تاریکی» اثر محمد یعقوبی بود. وی برای عکاسی از فیلم سینمایی لانتوری به کارگردانی رضا درمیشیان برنده جایزه بهترین عکاس از جشن خانه سینما شده‌است. او در سال ۱۳۹۵ در دومین جشن عکاسان سینمای ایران مورد تقدیر قرار گرفت. وی از ۲۵ مرداد تا ۱ شهریور ۱۳۹۵ نمایشگاه عکس‌های فیلم سینمایی «لانتوری» را به نفع قربانیان اسیدپاشی در خانه هنرمندان ایران برگزار نمود.
از دیگر آثار عکاسی او می‌توان به «سریال شهرزاد ۲» به کارگردانی حسن فتحی، فیلم سینمایی «سد معبر» به کارگردانی محسن قرایی، فیلم سینمایی «مجبوریم» به کارگردانی رضا درمیشیان، فیلم سینمایی «هفت و نیم» به کارگردانی نوید محمودی و سریال تلویزیونی «دلدار» به کارگردانی نوید محمودی و جمشید محمودی اشاره نمود.

## بازداشت‌ها

### بازداشت در ۱۳۸۸
جعفری پس از وقوع اعتراضات پس از انتخابات ریاست جمهوری سال ۱۳۸۸ در بهمن‌ماه همان سال بازداشت و پس آن محاکمه شد. در پی این بازداشت او به دو سال حبس تعلیقی محکوم شد.

### بازداشت در ۱۳۹۸
در تاریخ ۱۲ مرداد ۱۳۹۸ جعفری برای بار دوم بازداشت شد. در روز ۲۲ مرداد ۱۳۹۸ غلام‌حسین اسماعیلی سخنگوی قوه قضاییه بازداشت او را تأیید کرد. در تاریخ ۲۸ مرداد امیر رئیسیان، وکیل خانواده جعفری به رسانه‌ها اطلاع داد که خانواده جعفری در این تاریخ توانستند با او از طریق تماس تلفنی صحبت کنند. از جمله اتهاماتی توسط برخی منابع به جعفری نسبت داده شده بود «توهین به مقدسات» و «تبلیغ علیه نظام» است. بر اساس گفته‌های رئیسیان، او در روز ۲۷ مرداد برای اعلام وکالت در این پرونده به دادسرای امنیت و بازپرس پرونده مراجعه کرد. اما با این عنوان که پرونده مطروحه «امنیتی» است، اجازه وکالت ندادند و در تماسی هم که نوشین جعفری با خانواده خود داشته، او سخنی دربارهٔ اتهاماتش نگفته‌است.
در تاریخ ۳ شهریور ۱۳۹۸ و سه هفته پس از بازداشت جعفری، فایل صوتی منتسب به او منتشر شد. این فایل صوتی از سوی حساب کاربری شخصی جعفری، به شیوا نظرآهاری یکی از دوستان نزدیک جعفری ارسال شده‌بود. او در این فایل صوتی به نظرآهاری می‌گوید که «تحت فشار» است. در بخشی از این فایل صوتی جعفری از نظرآهاری می‌خواهد تا «پسورد یک حساب توییتری» را که در زمان بازداشتش کاربران موسوم به «ارزشی‌ها» آن را مرتبط با خانم جعفری دانسته بودند، به او بدهد تا از «فشارهای ناشی از بازجویی» رهایی پیدا کند. نظرآهاری در گفتگو با رسانه بی‌بی‌سی فارسی اظهار کرد که تا پیش از بازداشت جعفری او هیچ اطلاعی از وجود حساب کاربری یاد شده، نداشته‌است. بر اساس اظهارات نظرآهاری، نوشین جعفری با بیان جمله «تحت فشارم» در ابتدای این فایل صوتی، تلویحاً عنوان می‌کند که گفته‌های بعدی او هیچ اعتباری ندارد.
نوشین جعفری در ۲۲ مهر ۱۳۹۸ پس از حدود هفتاد روز با قرار وثیقه آزاد شد و اواخر سال ۱۳۹۹ حکم زندان او اجرا و به زندان قرچک ورامین منتقل شد.

### آزادی
وی در ۲۱ بهمن ۱۴۰۱ از زندان آزاد شد.

## ماجرای حساب کاربری یار دبستانی
در زمان بازداشت اولیه نوشین جعفری و پیش از آن‌که خبر آن توسط مراجع رسمی تأیید شود، برخی کاربران توئیتر و رسانه‌های وابسته به حکومت، با ابراز خوشحالی از بازداشت او، ادعا کردند که جعفری گرداننده یک حساب کاربری توئیتری به نام «یار دبستانی» بوده‌است. در مقابل، شماری دیگر از کاربران و روزنامه‌نگاران آن را یک «پروژه امنیتی پیچیده تازه برای برخورد با برخی هنرمندان و سلبریتیها» توصیف کردند. شهرزاد جعفری، خواهر او، هرگونه ارتباط با حساب کاربری «یار دبستانی» را تکذیب کرد و انتشار این فایل صوتی واکنش‌های بسیاری را در فضای مجازی در پی داشت.
حساب کاربری توئیتری «یار دبستانی» که توسط برخی به نوشین جعفری نسبت داده شده بود، پس از بازداشت او همچنان فعال بود و هرگونه ارتباط با او را رد کرد. تعدادی از دوستان جعفری نیز چنین ادعایی را رد می‌کنند و ادعاهای مطرح شده را «پرونده سازی» می‌خوانند. شماری از بازیگران سینمای ایران هم از او حمایت کرده‌اند.

### واکنش‌ها به بازداشت
- ۱۴ شهریور ۱۳۹۸ جمعی از اهالی سینمای ایران، از طریق نامه‌ای سرگشاده خواستار دسترسی جعفری به امکانات قانونی از جمله حق داشتن وکیل شدند. آنها در این نامه نسبت به وضعیت این روزنامه‌نگار ابراز نگرانی کردند.[۱۷]
- مهناز افشار در تاریخ ۱۹ مرداد ۱۳۹۸ در واکنش به بازداشت نوشین جعفری نوشت: «نوشین جعفری خبرنگار فرهنگی و عکاس پنج روزه که بازداشت شده و هیچ تماسی با خانواده‌اش نگرفته. نوشین فقط خبرنگار و عکاسه و هیچ اکانتی غیر از اکانتی که به اسم خودشه در توییتر نداره.»[۱۶]
- ترانه علیدوستی، بازیگر سینما، با انتشار پستی در صفحه اینستاگرامش به بازداشت او واکنش نشان داد. او با گذاشتن تصویری از سریال شهرزاد از قول جعفری نوشت: «ای کاش می‌شد به آن روزها برگشت، ولی نمی‌شه.»[۱۸]
- دفتر سیاسی حزب اتحاد ملت ایران با اشاره به فایل صوتی منتشر شده از نوشین جعفری، عکاس زندانی، ضمن ابراز نگرانی، خواستار تحقیق در این باره شد. این حزب خواستار این شد که اتفاقاتی چون شکنجه و اعتراف‌گیری از متهمان ترور دانشمندان برنامه اتمی ایران که از سوی منابع رسمی و مقامات حکومتی ساختگی بودن آنها تأیید شد، در حق جعفری تکرار نشود.[۱۵]